# Pustkówko
Pustkówko – osada w Polsce położona w województwie zachodniopomorskim, w powiecie białogardzkim, w gminie Białogard. W latach 1975–1998 osada należała do województwa koszalińskiego. W roku 2007 osada liczyła 16 mieszkańców. Osada wchodzi w skład sołectwa Pustkowo.

## Geografia
Osada leży ok. 1 km na południowy zachód od Pustkowa, w pobliżu linii kolejowej nr 202.

## Komunikacja
Najbliższy przystanek komunikacji autobusowej znajduje się w Pustkowie.